# Murder-Set-Pieces
Murder-Set-Pieces är en amerikansk skräckfilm från 2004, i regi av Nick Palumbo. Filmen handlar om en tysk fotograf, som under dagen fotograferar erotiska fotografier. Nattetid våldtar, torterar och mördar han prostituerade.